# Ърл Стенли Гарднър
Ърл Стенли Гарднър (на английски: Erle Stanley Gardner) е адвокат и автор на детективски романи, роден в САЩ. Използвал е псевдонимите A.A. Fair, Kyle Corning, Charles M. Green, Carleton Kendrake, Charles J. Kenny, Les Tillray и Robert Parr.
Отказва се от юридическата професия след като през 1933 г. е публикуван „The Case of the Velvet Claws“, за да може да се посвети на писането. Главен герой в неговите романи е адвокатът-детектив Пери Мейсън.

## Живот
През 1909 г. Гарднър завършва гимназията Пало Алто, Калифорния и се записва в Правния университет във Валпарайсо. Посещава правното училище около месец, след което е отстранен поради демонстративния си интерес към бокса. След това се установява в Калифорния като самоук адвокат и преминава изпита по право през 1911 г. Гарднър отваря своя правна кантора в Мърсед, Калифорния, след това работи 5 години като агент по продажбите. През 1921 г. Гарднър се връща към адвокатската практика, създавайки фирмата „Шеридан, Ор, Драпо и Гарднър“ във Вентура, Калифорния.
През 1912 г. Гарднър се жени за Натали Франсис Талбърт, от която има дъщеря Грейс. Гарднър работи в адвокатската фирма до 1933 г., когато романът му The Case of the Velvet Claws е публикуван. През 1937 г. се мести в Темекула, Калифорния, където изживява остатъка от живота си. През 1968 г. се жени повторно за дългогодишната си секретарка Агнес Джийн Бедъл, „истинската Дела Стрийт“.

## Творчество
Нововъведенчески и нервен по природа, Гарднър се отегчава от обичайността на адвокатската практика. Единственото, което му доставя удоволствие са съдебните процеси и усъвършенстването на стратегиите за воденето им. През свободното си време той започва да пише за евтини списания, които са поощрявали също и ранните кариери на Дашиъл Хамет и Реймънд Чандлър. Гарднър създава много персонажи за списанията, включително остроумния Лестър Лейт – „крадецът-джентълмен“, по подобие на Рафълс, и Кен Корнинг, борбен адвокат, който е и прототип на най-успешното творение на Гарднър – адвокатът-детектив Пери Мейсън. Последният е герой в повече от осемдесет романа на Гарднър. С успеха на Пери Мейсън, Гарднър постепенно намалява публикациите си в списанията и накрая се оттегля изцяло, с изключение на статиите за пътуване, Западна история и криминалистика.
Гарднър посвещава хиляди часова на проект наречен Върховният Съд (на английски: The Court of Last Resort), с който се заема заедно със свои приятели криминалисти, адвокати и детективи.

## Произведения

### Самостоятелни романи
- The Case of the Musical Cow (1950)
- This Is Murder (1960)
- The Human Zero (1981)

### Серия „Пери Мейсън“ (Perry Mason)
- The Case of the Velvet Claws (1933)
- The Case of the Sulky Girl (1933)
- The Case of the Lucky Legs (1934)
- The Case of the Howling Dog (1934)
- The Case of the Curious Bride (1934)
- The Case of the Counterfeit Eye (1935)
- The Case of the Caretaker's Cat (1935)
- The Case of the Sleepwalker's Niece (1936)
- The Case of the Stuttering Bishop (1936)
- The Case of the Dangerous Dowager (1937)
- The Case of the Lame Canary (1937)
- The Case of the Substitute Face (1938)
- The Case of the Shoplifter's Shoe (1938)
- The Case of the Perjured Parrot (1939)
- The Case of the Rolling Bones (1939)
- The Case of the Baited Hook (1940)
- The Case of the Silent Partner (1940)
- The Case of the Haunted Husband (1941)
- The Case of the Empty Tin (1941)
- The Case of the Drowning Duck (1942)
- The Case of the Careless Kitten (1942)
- The Case of the Buried Clock (1943)
- The Case of the Drowsy Mosquito (1943)
- The Case of the Crooked Candle (1940)
- The Case of the Black-Eyed Blonde (1944)
- The Case of the Gold-Digger's Purse (1942)
- The Case of the Half-Wakened Wife (1945)
- The Case of the Borrowed Brunette (1946)
- The Case of the Fan Dancer's Horse (1947)
- The Case of the Crying Swallow: And Other Stories (1971)
- The Case of the Lazy Lover (1947)
- The Case of the Lonely Heiress (1948)
- The Case of the Crimson Kiss (1970)
- The Case of the Vagabond Virgin (1948)
- The Case of the Dubious Bridegroom (1949)
- The Case of the Cautious Coquette (1949)
- The Case of the Negligent Nymph (1950)
- The Case of the One-Eyed Witness (1956)
- The Case of the Fiery Fingers (1951)
- The Case of the Angry Mourner (1951)
- The Case of the Moth-Eaten Mink (1952)
- The Case of the Grinning Gorilla (1952)
- The Case of the Hesitant Hostess (1953)
- The Case of the Green-Eyed Sister (1953)
- The Case of the Fugitive Nurse (1954)
- The Case of the Runaway Corpse (1954)
- The Case of the Restless Redhead (1954)
- The Case of the Sun Bather's Diary (1955)
- The Case of the Nervous Accomplice (1955)
- The Case of the Terrified Typist (1956)
- The Case of the Demure Defendant (1956)
- The Case of the Gilded Lily (1956)
- The Case of the Lucky Loser (1957)
- The Case of the Screaming Woman (1957)
- The Case of the Daring Decoy (1957)
- The Case of the Long-Legged Models (1958)
- The Case of the Foot-Loose Doll (1958)
- The Case of the Calendar Girl (1958)
- The Case of the Deadly Toy (1959)
- The Case of the Mythical Monkeys (1959)
- The Case of the Singing Skirt (1959)
- The Case of the Waylaid Wolf (1960)
- The Case of the Duplicate Daughter (1960)
- The Case of the Shapely Shadow (1960)
- The Case of the Spurious Spinster (1961)
- The Case of the Bigamous Spouse (1961)
- The Case of the Reluctant Model (1962)
- The Case of the Blonde Bonanza (1962)
- The Case of the Ice-Cold Hands (1962)
- The Case of the Mischievous Doll (1963)
- The Case of the Stepdaughter's Secret (1963)
- The Case of the Amorous Aunt (1963)
- The Case of the Daring Divorcee (1964)
- The Case of the Phantom Fortune (1964)
- The Case of the Horrified Heirs (1964)
- The Case of the Troubled Trustee (1965)
- The Case of the Beautiful Beggar (1965)
- The Case of the Worried Waitress (1966)
- The Case of the Queenly Contestant (1967)
- The Case of the Careless Cupid (1968)
- The Case of the Fabulous Fake (1969)
- The Case of the Irate Witness (1972)
- The Case of the Burning Bequest (1990) (with Thomas Chastain)
- The Case of the Fenced in Woman (1973)
- The Case of the Postponed Murder (1973)
- The Case of the Glamourous Ghost (1955)
- The Case of the Murderer's Bride (1969)